# Izz al-Din al-Qassam
 (mai 2021).
Si vous disposez d'ouvrages ou d'articles de référence ou si vous connaissez des sites web de qualité traitant du thème abordé ici, merci de compléter l'article en donnant les références utiles à sa vérifiabilité et en les liant à la section « Notes et références ».
Izz al-Din al-Qassam (عزّ الدين القسّام) est une personnalité syrienne né en Syrie le 19 novembre 1882 et mort le 20 novembre 1935 lors d'une bataille contre les Britanniques. Il est considéré par les Palestiniens, comme un précurseur du nationalisme palestinien. Il est le premier à appeler à la lutte armée pour soutenir son action politique d'abord contre les Français en Syrie puis contre le mouvement sioniste et les Britanniques en Palestine mandataire.
Izz al-Din al-Qassam est né à Jablé, un village près du port de Lattaquié en Syrie dans une famille paysanne. Il a fait ses études à l'université al-Azhar en Égypte où il s'est nourri des idées de l'islam réformiste et salafiste. Lors de son séjour, il s'est opposé à l'islam institutionnel du mufti et des oulémas. Anti-colonialiste et anti-sioniste, son but était l'établissement d'un État islamique en Palestine grâce au djihad armé.

## La résistance en Syrie et en Palestine mandataire
Al-Qassam est né à Jableh, dans le nord-ouest de la Syrie. Son père, Abd al-Qadar, était fonctionnaire du tribunal de la charia pendant la domination ottomane et chef local de l'ordre Qadariyya, une confrérie soufie. Entre 1902 et 1905, al-Qassam a étudié à la mosquée al-Azhar au Caire.
Après son retour à Jableh, al-Qassam a lancé un programme de renouveau islamique basé sur des réformes morales qui comprenaient l'encouragement à la prière régulière et au jeûne pendant le Ramadan ainsi que la promotion de la fin du jeu et de la consommation d'alcool.
Après l'invasion de la Libye par l'Italie en septembre 1911, al-Qassam collecte des fonds à Jableh pour le mouvement de résistance libyen et tente d'organiser une milice de volontaires pour partir combattre, mais les autorités ottomanes locales leur refuse l'autorisation d'embarquer pour la Libye.
Il s'oppose ensuite à l'occupation française de son pays après la Première Guerre mondiale. Il est condamné à mort par un tribunal français et passe clandestinement en Palestine, où chef de file du mouvement, il organise en tant que prédicateur doté d'une grande éloquence, dès son arrivée à Haïfa en 1921.
Al-Qassam concentre ses activités sur les classes inférieures, en créant une école du soir pour les travailleurs et en leur prêchant en tant qu'imam d'abord dans la mosquée Jurayneh. Ses principaux grands partisans étaient les anciens paysans sans terre qui arrivaient à Haïfa depuis la Haute Galilée, où les achats de terres agricoles par le Fonds national juif et les politiques de travail hébraïques excluant les Arabes les avaient dépossédé une grande partie de leurs moyens de subsistance traditionnels,.
En 1925, il conduit un mouvement pour réaliser son programme, sous le couvert d'activités religieuses ce qui lui permet de ne pas être inquiété par les autorités britanniques, composé de cellules de 5 personnes, constituées surtout de paysans qui ont perdu leur bien et nombreux dans les quartiers misérables de Haïfa. Jusqu'en 1935, il a enrôlé entre 200 et 800 partisans. Les muftis refusent qu'il utilise l'argent destiné à l'entretien des mosquées pour financer son mouvement armé. C'est auprès des nationalistes arabes qu'il trouve du soutien en particulier chez Istiqlal. Son mouvement est composé de cinq départements qui ont pour tâche de:
1. Préparer le peuple à la révolution
2. Assurer l'entraînement militaire. Il est aidé par d'anciens officiers de l'armée ottomane
3. S'occuper de l'achat d'armes, caches et entretien
4. Observation et surveillance de l'ennemi
5. S'occuper des relations extérieures.

En décembre 1932, Al Qassam estime que son groupe est assez entraîné et installe son quartier général dans les grottes dans une région montagneuse de Jénine.
À la fin de 1935 et à l'occasion de l'anniversaire de la déclaration Balfour, Izz al-Din réunit ses lieutenants et décide de passer à l'action ouverte. Il envoie un émissaire pour transmettre à son rival le mufti Amin al-Husseini le message suivant : « Le moment de lancer la révolution est arrivé. Je déclenche la lutte armée dans le Nord, faites de même dans le Sud ». Le mufti lui répond : « Moi, je recherche une solution pacifique ». Les cellules étaient équipées de bombes et d'armes à feu, qu'elles utilisaient pour attaquer les colonies juives et saboter les lignes ferroviaires construites par les Britanniques.

### Mort
Certains lui font remarquer la faiblesse de ses troupes, 200 hommes environ, mais il répond « Peu importe, il nous faut seulement un exemple au peuple ». À partir de novembre 1935, il mène la révolte populaire arabe à l'écart des dirigeants traditionnels, avec une nette coloration d'islam populiste et de résistance. Le 19 novembre, Izz al-Din et ses hommes sont assiégés par 600 soldats britanniques dans les forêts de Jénine. Il se livre dans une bataille inégale à l'issue de laquelle il trouve la mort avec trois de ses compagnons. Après sa mort, en novembre, une grève générale est lancée pour obtenir l'arrêt de l'immigration juive et la vente des terres aux Juifs. Elle se prolongera jusqu'en octobre 1936. Parallèlement, les actions de guérilla contre les installations britanniques se multiplient.
Devenu un martyr, ses idées ne sont pas oubliées par les mouvements de résistance palestiniens. En 1965, le journal Al-Fatah écrit « Aujourd'hui avec les principes et les idéaux d'al-Qassam au cœur de notre mouvement de libération nationale Fatah, nous nous souvenons de lui comme du premier combattant palestinien de la liberté et de l'un des plus nobles et des plus dévoués révolutionnaires de cette région du monde ». Son nom est récupéré par les nationalistes sécularistes, et a été donné à la branche armée du Hamas : les Brigades Izz al-Din al-Qassam.
Izz al-Din al-Qassam est aujourd'hui enterré au cimetière musulman de Haïfa et sa tombe a été profanée à plusieurs reprises (notamment en 1999) par des extrémistes juifs.
Pour les Palestiniens, la figure emblématique de la résistance palestinienne avant 1948 est Izz al-Din al-Qassam, qui est tué lors d'une fusillade avec des soldats britanniques en 1936. Pour l'historiographie palestinienne, il est le premier « fedayin », les « auto-sacrifiés ».

## Livres
- Le Cheikh Izz al-Din al-Qassam dans l'histoire palestinienne de Bayan Nuwayhid Al-Hout, 1987.